# Ringive
Ringive (også Ringgive) er en mindre bebyggelse i Ringive Sogn, Vejle Kommune beliggende lige nord for Omme Å.

## Etymologi
Navnet Ringive henviser til en høj i betydningen "gravhøj" eller et ringformet oldtidsmindesmærke ved en grav. Der kan være tale om en senere fredet gravhøj, Ringshøj, beliggende ved præstegården, hvor ifølge sagnet en "Kong Ring" skulle være begravet, ligesom hans dronning skulle være begravet i en anden høj, "Dronningens Høj", ved siden af.

## Historie
Ringive er første gang nævnt i 1340 som Ryngøgh og i 1512 som Ringøwe.
Bebyggelsen Ringive bestod i 1682 blot af 2 gårde. Det samlede dyrkede areal udgjorde 133,2 tønder land skyldsat til 8,36 tønder hartkorn. Dyrkningsformen var græsmarksbrug uden tægter.
Omkring år 1900 havde Ringive "Kirke, Præstegd., Skole og Sparekasse".